# Amon Düül
Gli Amon Düül sono stati un gruppo musicale tedesco nato alla fine degli anni sessanta da una comune vicino a Monaco di Baviera.

## Storia
Nella comune si sperimentarono lunghe sessioni musicali basate soprattutto sull'uso delle percussioni. La comune era figlia del clima culturale dell'epoca, intriso di sentimenti libertari e anarchici: l'uso delle droghe era visto, seguendo i dettami della cultura psichedelica, come una forma di espansione della coscienza. L'aspetto politico era molto importante: gli sviluppi successivi in Germania portarono alla nascita dell'estremismo di sinistra e del movimento RAF. 
Gli Amon Düül si presentarono nel 1968 alle Giornate internazionali della canzone di Essen, facendosi notare dal produttore Peter Meisel; all'inizio non sapevano suonare e registrarono alcune sessioni di musica improvvisata basata sulle percussioni: un documento significativo di queste registrazioni fu il disco "Psychedelic Underground" pubblicato nel 1969. Nel disco del 1971 "Paradieswärts Düül" il gruppo mostra invece un lato folk e psichedelico dimostrando di avere imparato a suonare.
All'interno degli Amon Düül alcuni elementi decisero di compiere una ricerca musicale più formale, con una traccia musicale meglio definita, testi ed utilizzo degli strumenti tipici del rock e di derivazione classica e orientale. Questi elementi diedero vita al gruppo degli Amon Düül II, il cui nucleo originario era costituito da Chris Karrer, John Weinzierl, Lothar Meid, Peter Leopold, Falk Rogner, Renate Knaup.
Altri componenti della comune continuarono ad esibirsi nelle manifestazioni e in ritrovi privati e pubblicarono alcuni album dal vivo.

## Discografia

### Album
- 1969 - Psychedelic Underground (Metronome Records, MLP 15332)
- 1969 - Collapsing/Singvögel Rückwärts & Co. (Metronome Records)
- 1971 - Paradieswärts Düül (Ohr Records)
- 1972 - Disaster/Lüüd Noma (BASF Records)
- 1975 - Lemmingmania
- 1984 - Experimente (Time Wind Records)